# Володар гори
«Володар гори» (рос. Властелин горы) — російське і українське спортивно-розважальне шоу, яке виходило з 10 лютого по 12 травня 2007 року на «Першому каналі» в Росії, а в Україні на «Новому каналі» з 3 березня по 20 травня 2007. Ведучі — Євген Плющенко й Андрій Доманський.
Шоу є прототипом французького шоу «Intervilles», російського шоу «Великі перегони» та українського шоу «Ігри патріотів», його знімали на гірськолижному курорті Монженевр во Франції[джерело?]. У шоу брали участь три країни: Україна, Росія і Франція.

## Місце зйомок
Зйомки проходили в Монженеврі, Франція (муніципалітет Прованс — Альпи — Лазурний Берег)[джерело?].

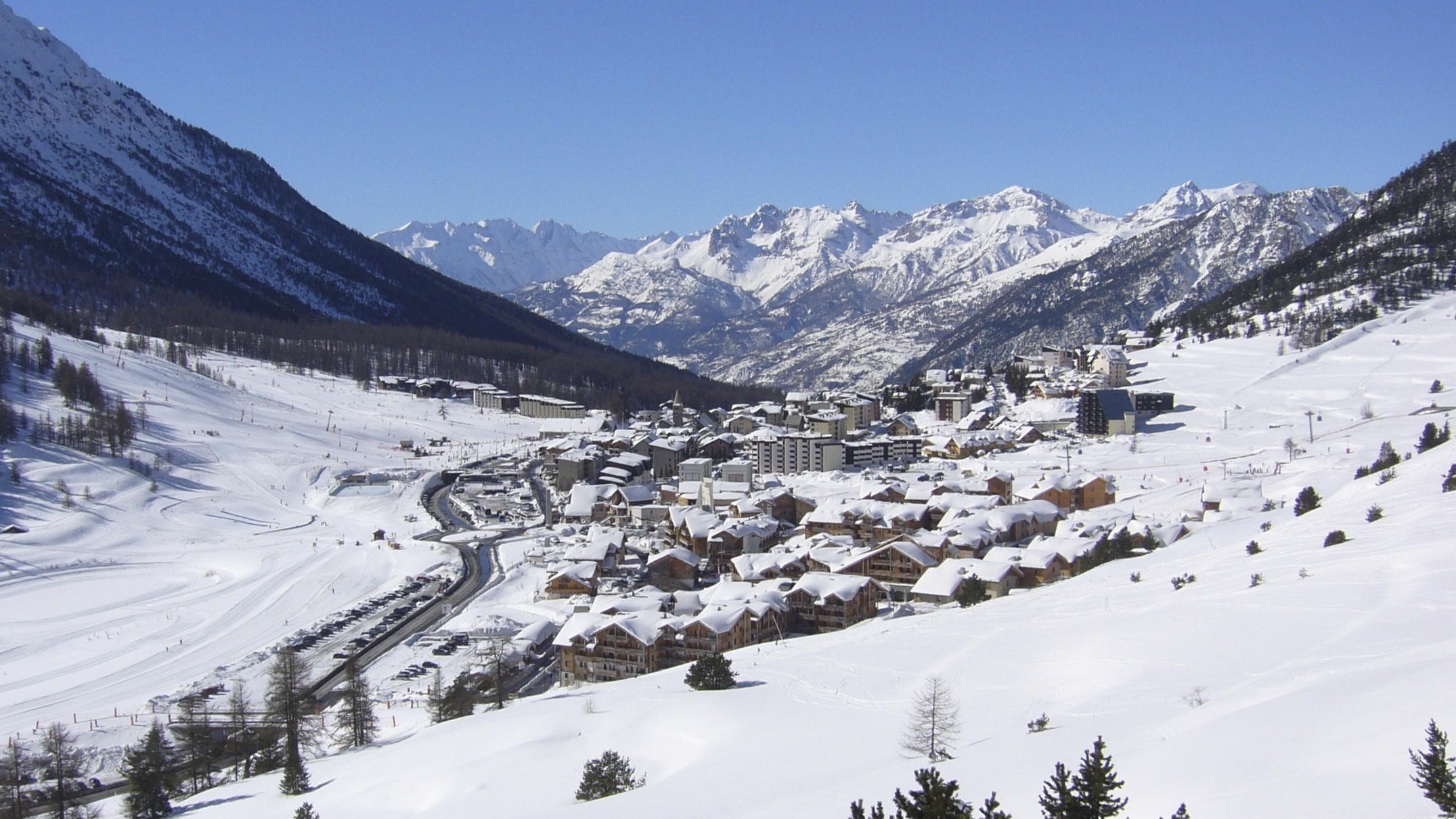
Монженевр, в якому знімали шоу

## Конкурси
Конкурси організовані на гірськолижному курорті на снігу, такі як конкурси з конями, хаскі на санях, підйом з киркою вгору (фінальний конкурс) тощо. Серед конкурсів були:
- Повітряні сані
- Льодяна хатина
- Керлінг
- Важкоатлети
- Гірська естафета
- Смуга перешкод
- Біга (з конем на санях)
- Змінна змія
- Вгадай мелодію
- Гігантський боулінг
- Снігова буря
- Газовка
- Човен страху
- Володар гори (Фінал)

Після перемоги наприкінці гри учасники б'ють молотом у гонг з логотипом шоу.
У фіналі гри кожному гравцю вручали головний приз шоу — золоту корону.

## Знімальна група
- Автор сценарію — Костянтин Плаксін
- Ведучі — Євген Плющенко й Андрій Доманський
- Режисери-постановники — Сергій Айрапетов і Кирило Пухонто
- Режисери — Карина Зіскина, Русудан Курдиані і Євгенія Лашина
- Редактори — Єлена Ружинська, Діана Алієва і Ольга Романова
- Звук — Леонід Соловьйов і Едуард Соловцов
- Оператори-постановники — Олексій Ганушкін і Володимир Брежнєв
- Оператори — Олександр Шило, Максим Тарасюгін, Олександр Юлдашев, Дмитро Ветчинин, Олександр Соловьйов, Максим Гомельський, Олексій Солдатов, Михайло Козлов, Олексій Краузов, Азер Тагіров, Олексій Івкин, Антон Дриго, Валерій Каменський, Василь Ларкін, Денис Єришев, Дмитро Плюснін, Костянтин Кряков, Марк Хоменко, Олег Матюк, Сергій Мальцев, Юрій Шубін і Руслан Адамавічус
- Асистенти режисера — Анастасія Ведепянина, Єлена Камбарова, Єлена Євсеєва, Марія Янкова, Марія Морозова
- Монтаж — Тетяна Васильова, Наталя Дикова, Андрій Казначеєв, Андрій Рибочкін, Спартак Стреблянський, Володимир Кривов, Юрій Мангубі і Володимир Худяков
- Технічний директор — Дмитро Ващенко
- Лінійний продюсер — Сиріль Лункевич
- Музична тема — гімн «Володар гори» (2007) (виконавці: Олексій Кабанов, Саті Казанова і Олександра Балакирєва, музика Ігоря Матвієнко, слова Костянтина Арсент'єва); «Давай, Росія!» (Великі перегони) (2006—2014)) (грає в анонсі шоу на «Першому каналі» і вказано в кінцевих титрах, виконавець — гурт «ТриСта», музика Дж. Мосс, Віктор Дробиш, слова А'Кім і Д. Мерс
- Композитор — Олексій Лебединський
- Виконавчий продюсер — Антон Гореславський
- Генеральні продюсери — Сергій Кальварський, Лариса Сінельщикова, Тетяна Фоніна, Андрій Доманський, Вікторія Забулонська та Ірина Лисенко
- Керівник проєкту і «Нового каналу» — Ірина Лисенко
- Продюсери Mistral Production — Ів Люнуа і Олів'є Шарпент'є
- Виробництво — Mistral Production (Франція), ВАТ «Перший канал», телекомпанія «BID» (Росія) і «Новий канал» (Україна), 2007 рік
- Диктор і коментатор — Дмитро Нагієв
- Рефері шоу — Олів'є Гранжан
- Тренерка команди — Ольга Слуцкєр

## Трансляція
| Країна            | Рік показу | Телеканал                                                                |
| ----------------- | ---------- | ------------------------------------------------------------------------ |
| Росія             | 2007       | Перший канал                                                             |
| Європейський Союз | 2007       | Перший канал. Всесвітня мережа, Перший канал. Європа і Перший канал. СНД |
| Латвія            | 2007       | Перший Балтійський канал                                                 |
| Україна           | 2007       | Новий канал                                                              |
| Україна           | 2010       | Мега (повтори у блоці «Шукачі пригод»)                                   |

## Учасники
| Країна  | Учасники |
| ------- | --- |
| Росія   | Лоліта, Лайма Вайкуле, Катерина Гусєва, Олександр Маршал, В'ячеслав Разбегаєв, Світлана Хоркіна, Ольга Будіна, Ігор Бочкін, Дмитро Дюжев, Віктор Гусєв, Сергій Панов, Ольга Кокорекіна, Світлана Ходченкова, Денис Нікіфоров, Сергій Астахов, Світлана Журова, Олег Тактаров, Анатолій Журавльов й інші. |
| Україна | Наталя Могилевська, Влад Яма, Олександр Воєвуцький, Наталя Валевська, Павло Табаков, Тетяна Новицька, Микола Тищенко, Руслана Писанка, Віктор Павлик, Ігор Рубашкін, Ілона Радзина, Олександр Литвиненко, Денис Биличенко та інші.                                                                       |